# Boletim de Ocorrências
Boletim de Ocorrências foi um telejornal brasileiro exibido pelo Sistema Brasileiro de Televisão(SBT).

## História
O programa policial estreou em 26 de outubro de 2009, com a apresentação de Joyce Ribeiro, dando destaques as ações criminosas e policiais no Brasil e no mundo.
A princípio, o programa só iria entrar para cobrir o espaço na grade deixado por Pegadinhas Picantes, e não tinha equipe. Depois de dar certo na audiência, o programa ganhou equipe.
O cenário era moderno, e Joyce Ribeiro foi muito elogiada: ganhou o Troféu Raça Negra 2009, como Melhor Jornalista de TV. Em 1 de março, o jornal ganha novo cenário, nova vinheta e nova trilha. Em 15 de março, o jornal ganha uma nova edição, às 19h, também com apresentação de Joyce Ribeiro, exibida apenas para a cidade de São Paulo. Em novembro de 2010 foi anunciado que Joyce deixaria a apresentação e Luiz Bacci seria seu substituto, porém ele decidiu assinar com a Record e César Filho foi escalado.
O programa devido à baixa audiência foi extinto por ordem de Daniela Beyruti, atual diretora artística e de programação do SBT, sendo substituído pelo retorno do Cinema em Casa, no dia 23 de dezembro de 2010 o programa jornalístico registrou média de apenas 2 pontos no IBOPE, empatando com a TV Cultura em quarto lugar na Grande São Paulo, sendo que cada ponto na Grande São Paulo representa 60 mil domícilios.

### Apresentadores
- Joyce Ribeiro (2009-2010)
- César Filho (2010)

#### Apresentadores eventuais
- Rodolpho Gamberini
- Rogério Forcolen

### Comentários
- Afanásio Jazadji